# James Beaumont Neilson

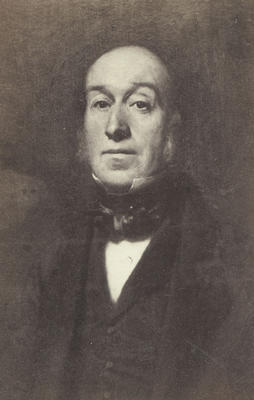
James Beaumont Neilson (1792–1865)

James Beaumont Neilson (* 22. Juni 1792 in Shettleston, Glasgow; † 18. Januar 1865 in Queenshill, Kirkcudbright) war ein schottischer Direktor der Glasgower Gasgesellschaft und Erfinder der ersten Winderhitzer für Hochöfen.

## Ausbildung und Karriere
Neilson wurde 1792 als jüngstes von sieben Kindern des Grubenmaschinisten Walter Neilson und seiner Frau Marion Smith in Shettleston nahe Glasgow geboren. Sein Zweitname Beaumont geht auf die Frau des Grubenbesitzers zurück, bei dem seine Mutter als Dienstmädchen arbeitete.
Mit 14 Jahren war Neilson zunächst ebenfalls in der Grube als Laufbursche beschäftigt, begann allerdings zwei Jahre später eine Lehre bei seinem älteren Bruder John, der eine Werkstatt und eine Gießerei besaß. Während seiner Freizeit betrieb er private Studien, um seinen Bildungsstand zu erweitern.
1814 wurde Neilson Betriebsingenieur in der Kohlegrube von Irvine und konstruierte dort unter anderem eine Pferdeeisenbahn, damit die geförderte Kohle auf direktem Wege von der Grube zum Hafen transportiert werden konnte. Im darauffolgenden Jahr heiratete er seine erste Frau Barbara Montgomerie (1795–1843) und zog mit ihr nach seiner Entlassung aufgrund von Zahlungsschwierigkeiten seines bisherigen Arbeitgebers nach Glasgow. Neilson erhoffte sich, dort eine neue Anstellung und bessere Möglichkeiten zur Weiterbildung zu finden.
In der 1813 neu gegründeten, für die Gasbeleuchtung von Glasgow zuständigen Gasgesellschaft hatte Neilson 1817 schließlich Erfolg und konnte sich bei der Bewerbung um eine Stelle als Betriebsleiter trotz fehlender praktischer Erfahrung gegenüber zwanzig Konkurrenten durchsetzen. Innerhalb von fünf Jahren gelang es ihm, seinen Mangel an Erfahrung auf seinem neuen Arbeitsgebiet auszugleichen und bis zum Betriebsdirektor aufzusteigen. Während seiner dreißigjährigen Betriebszugehörigkeit gelangen ihm durch zahlreiche Erfindungen viele Verbesserungen in der Gasbeleuchtung.
1821 gründete Neilson eine Arbeiterbildungsanstalt (englisch: Workmen’s Institution), da er die Wichtigkeit einer guten Ausbildung durch eigene Erfahrungen kannte. Nachdem zunächst noch wenig Interesse bestanden hatte, wurde die Einrichtung in der Folgezeit rasch angenommen. Bereits vier Jahre später wurde Neilsons Arbeiterbildungsanstalt ausgebaut und erhielt neben größeren Arbeitsräumen auch ein Laboratorium.

## Erfindungen zur Vorwärmung des Gebläsewindes von Hochöfen

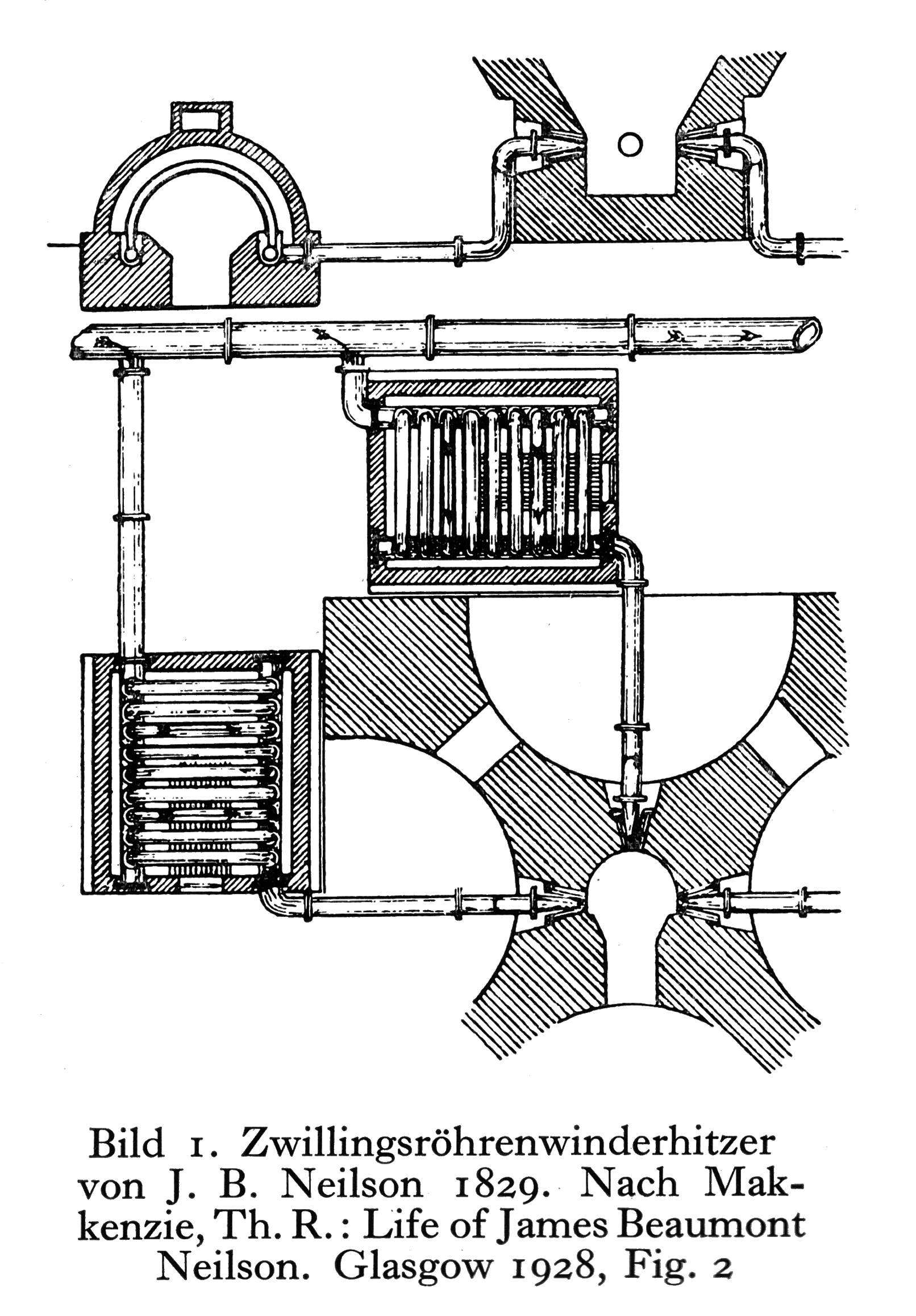
Zwillingsröhrenwinderhitzer

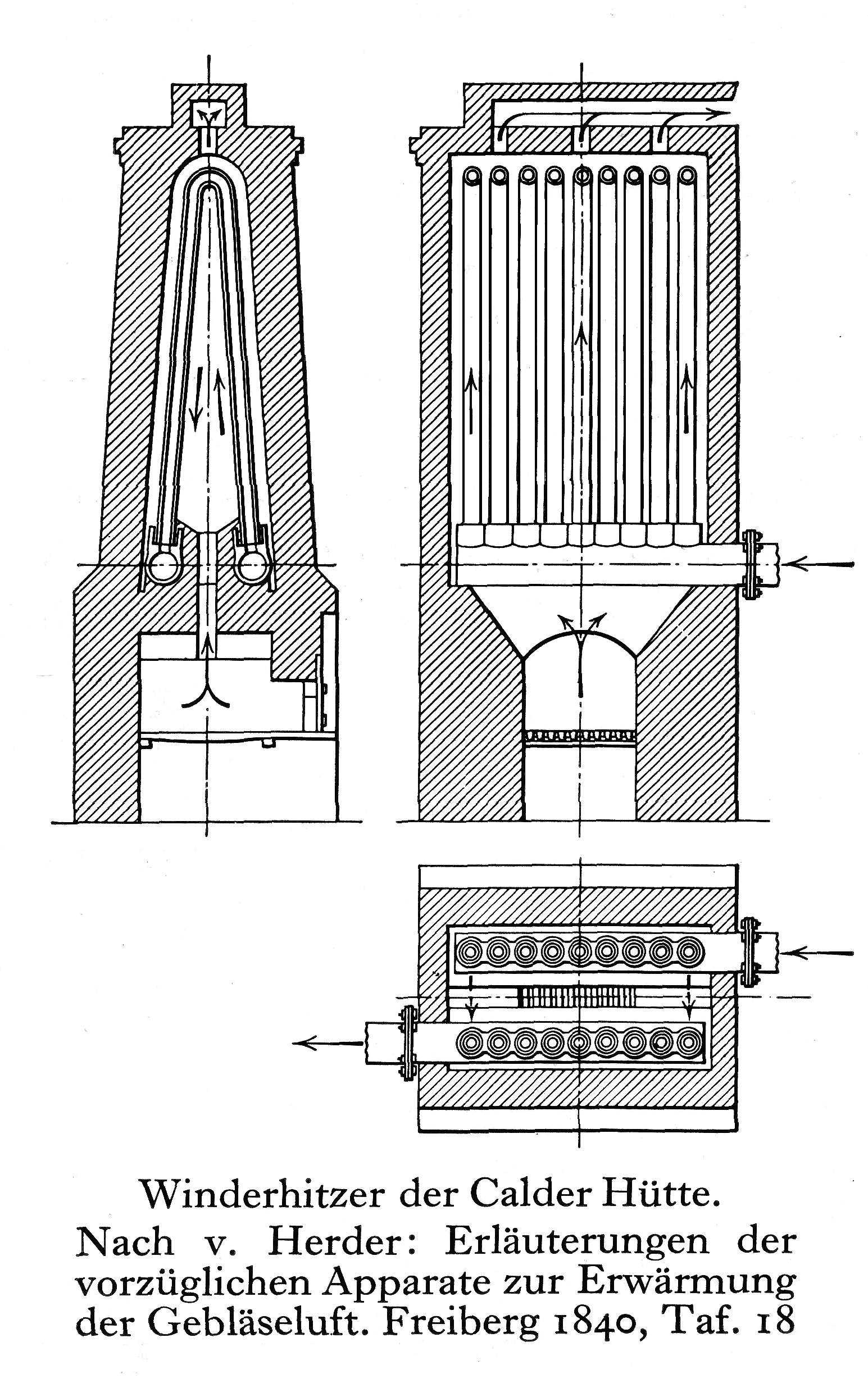
Heberöhren- oder Hosenröhren-Winderhitzer (auch Calder-Apparat)

Neilson kam erstmals um 1824 mit der Hochofentechnik zur Eisenerzeugung in Berührung, als ein Hüttenwerksbesitzer anfragte, ob sich die benötigte Gebläseluft nicht ähnlich wie Leuchtgas reinigen ließe. Nach entsprechender Prüfung stellte er jedoch fest, dass nicht der angenommene Schwefelgehalt, sondern der geringere Luftdruck und die erhöhte Luftfeuchtigkeit die Ursache des schlechteren Ofenganges im Sommer ist. Sein Verbesserungsvorschlag, die Luft vor Eintritt ins Gebläse zu trocknen, wurde jedoch ignoriert.
Eine weitere Anfrage durch den Besitzer der Muirkirker Eisenwerke zur Verbesserung der Leistung eines 800 Meter vom Hochofen entfernten Gebläses brachte Neilson auf die Idee, die Gebläseluft durch Erhitzen auszudehnen und damit möglicherweise wirksamer zu machen. Daraufhin führte er Versuche durch, bei denen erwärmte Luft eine Leuchtgasflamme stärker aufleuchten ließ und ein Schmiedefeuer verstärkte. Die Versuchsergebnisse unterstützten seine These. Viele Hüttenleute scheuten allerdings das Risiko von Änderungen an gut funktionierenden Öfen, da es bei einer möglichen Verschlechterung viele Wochen dauern konnte, bis ein Ofen wieder „normal“ ging. Dazu kam die bisherige praktische Erfahrung, dass Hochöfen im Winter besser liefen als im Sommer. Man nahm an, dass der Wind möglichst kalt sein müsse, was im krassen Gegensatz zu Neilsons Idee stand.
Einzig bei den Clyde Iron Works erklärte man sich 1828 zu einem ersten Versuch mit vorgewärmter Windluft bereit, bei der lediglich ein kurzes Stück Windleitung mit einem Kohlefeuer auf etwa 27 °C erwärmt wurde. Der Versuch war dennoch erfolgreich, da die anfallende Schlacke trotz der geringen Temperaturerhöhung sichtbar dünnflüssiger und eisenärmer wurde. Auch wenn dieser Versuch die zweifelnden Hüttenleute nach wie vor nicht überzeugen konnte, reichte Neilson seine Erfindung der „Anwendung erwärmter Luft bei Verbrennungsanlagen aller Art“ beim Patentamt ein. Das Patent wurde am 11. September 1828 unter der Nr. 5701 bewilligt. Da ihm allerdings die nötigen finanziellen Mittel fehlten, das Patent auszubeuten, teilte er es sich mit Charles Mac Intosch und Colin Dunlop von den Clyde Iron Works sowie John Wilson aus Dundyvan. In dem Bemühen, die Erfindung möglichst vielen Hüttenbesitzern zugänglich zu machen, erhoben die Patentnehmer nur eine geringe Gebühr von einem Schilling pro Tonne Roheisen.
Neilsons nächste Erfindung 1829 sah ein längeres und gewölbeförmig gebogenes Stück Windleitung vor, die über einem Rostfeuer erhitzt und von einem gusseisernen und nach oben offenen Kasten ummantelt war. Dieser erste echte Winderhitzer hatte eine Heizfläche von 6,5 m² und war in der Lage, den Gebläsewind auf etwa 93 °C zu erhitzen. Der Nachteil war allerdings die geringe Hitzebeständigkeit des Kastens, der trotz der immer noch geringen Temperatur des Windes durchbrannte. Neilson ersetzte den Kasten durch ein zylindrisches Gewölbe, das nicht nur stabiler war, sondern zudem die Hitze besser halten konnte und die Windtemperatur auf 138 °C erhöhte. Durch Vergrößerung des Leitungsquerschnitts und Verlängerung der Leitung gelang es Neilson noch einmal, die Leistung seiner „Röhrenwinderhitzer“ steigern. Mit einer Heizfläche von 44,6 m² ließ sich die Windtemperatur damit auf maximal 315 °C steigern.
Als nachteilig stellte sich bei den Röhrenwinderhitzern allerdings die ungleichmäßige Wärmeausdehnung heraus, die zu Rissen und Undichtigkeiten führte. Neilson bemühte sich 1832 zunächst, die Aufgabe der Winderhitzung auf mehrere kleinere Röhrenwinderhitzer zu verteilen, die so um den Hochofen angeordnet waren, dass jeder Blasform ein eigener Winderhitzer zur Verfügung stand. Um die Hitze länger zu halten, wurden die Hauptzuführungsleitungen und der sogenannte „Zwillingsröhrenapparat“ mit einem Ziegelgewölbe überdacht. Trotz der geringeren Heizfläche jedes einzelnen Winderhitzers von 14 m² erreichte der Zwillingsröhrenapparat mit einer erzeugten Windtemperatur von 300 °C die fast gleiche Leistung wie der einfache Röhrenwinderhitzer. Allerdings konnte auch damit das Problem der Dichtigkeit des Systems nicht gelöst werden. Zudem verursachte der hohe Strömungswiderstand durch die rauen Innenflächen der gusseisernen Röhren und Leitungen einen hohen Druckverlust, was die Windpressung stark herabsetzte, und die am Hochofen beschäftigten Arbeiter beklagten die unerträgliche Hitze.
Neilsons letzte Weiterentwicklung, verwirklicht im sogenannten „Heberöhrenapparat“ bzw. „Hosenröhrenapparat“, sollte die Nachteile aufgrund der Wärmespannungen mit verlängerten Windrohren ausgleichen, die die bisherige Halbkreisform in eine U-Form wandelten. Da dieser Winderhitzer erstmals im Hüttenwerk Calder eingesetzt wurde, wird er in verschiedenen Quellen auch als „Calder-Apparat“ bezeichnet.

### Verschwörung gegen Neilson
Trotz der insgesamt sehr erfolgreichen Verbesserung der Hüttentechnik durch die Einführung von Winderhitzern versuchten viele Hüttenbesitzer, sich der Abgabe von Lizenzgebühren zu widersetzen. Sie sprachen sich untereinander ab, das Patent trotz drohender Bußgelder von bis zu 1000 £ nicht anzuerkennen. Schließlich blieb den Patentinhabern nichts anderes übrig, als ihre Rechte einzuklagen.
Bereits die erste Klage 1841 gegen die Houshold Coal and Iron Co. war erfolgreich und führte ein Jahr später zu einem Schadensersatzanspruch von 3.000 £. Eine weitere Klage gegen Alexander Baird, dem Pächter eines 1830 gegründeten Hochofenwerks in Gartsherrie (North Lanarkshire), sorgte für erhebliches Aufsehen aufgrund der Menge der geladenen Zeugen sowie der enormen Prozesskosten, half allerdings auch im Nachhinein, den Widerstand der Hüttenleute gegenüber der Anerkennung von Neilsons Leistungen und Ansprüche zu brechen. Insgesamt wurden 102 Fachleute gehört und schließlich musste Baird zugeben, dass er in 10 Betriebsjahren seit Einführung der Winderhitzung einen Gewinn von 260.000 £ erzielt hatte, bei einer erzeugten Roheisenmenge von 96.000 Tonnen im Jahre 1848. Dennoch sprach das höchste Gericht in Edinburgh den Patentinhabern statt der geforderten 20.000 £ nur 12.000 £ als Entschädigung zu. Die Prozesskosten beliefen sich dagegen auf geschätzte 40.000 £.

## Ruhestand und Tod

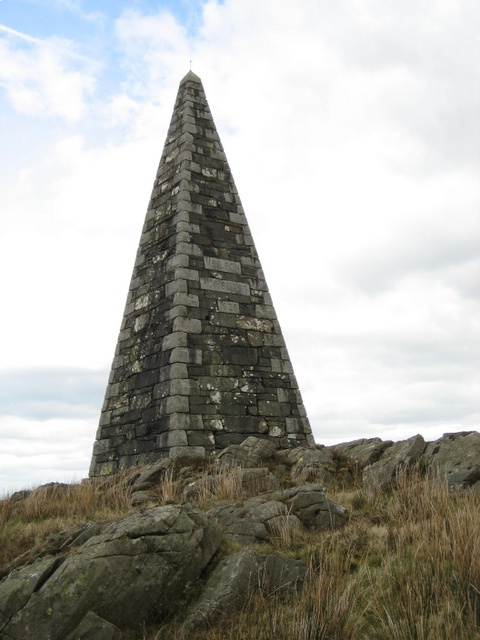
Gedenkstätte zu Ehren von Neilson auf dem Barstobrick Hill

Nachdem die erfolgreichen Patentrechtsklagen Neilsons Einkünfte sicherten und diese nach Ausscheiden von Dunlop von 3⁄10 auf 6⁄10 des Gewinns stiegen, zog er sich 1847 aus dem Geschäftsleben zurück und setzte sich 1853 mit seiner zweiten Frau Jane Gemmel († vor 1865), die er 1846 geheiratet hatte, auf seinem Privatbesitz in Queenshill zur Ruhe. Bis zu seinem Tod bemühte sich Neilson allerdings stets, auch in seiner neuen Wahlheimat für etwas mehr Wohlstand zu sorgen. Neben der Verbesserung von landwirtschaftlichen Maschinen und dem Ausbau der Eisenbahn gründete er in der Pfarrei von Queenshill eine ähnliche Arbeiterbildungsanstalt wie in Glasgow.
Als er 1865 starb, hinterließ er eine große Familie mit 11 Kindern aus erster Ehe und vier bis dahin geborenen Enkeln. Sein ältester Sohn Walter Montgomerie Neilson (1819–1889) übernahm 1843 die von seinem Bruder William Neilson 1836 gegründete Fabrik zur Herstellung von Lokomotiven Neilson and Company in Glasgow und ließ 1883 auf dem Barstobrick Hill eine pyramidenförmige Gedenkstätte zu Ehren seines Vaters errichten.

## Weitere Erfindungen (Auszug)
- Ersatz der gusseisernen Entgasungsretorten durch Tongefäße
- Verbesserung der Selbstreinigung von Leuchtgas durch Einsatz von Eisen(II)-sulfat (Eisenvitriol) und Kalk
- Nutzung von Holzkohle als Teer- und Ölabscheider zur Vermeidung von Teernebeln im Betrieb
- Erfindung des Schwalbenschwanzbrenners (englisch: swallow-tail burner)

## Ehrungen
- Aufnahme in die Chemical Society und anderen Institutionen
- Seit 29. Mai 1832 Mitglied der Institution of Civil Engineers
- Seit 1846 Mitglied der Royal Society